# Lucille Roybal-Allard
Pour les articles homonymes, voir Allard.
Lucille Elsa Roybal-Allard, née le 12 juin 1941 à Los Angeles (Californie), est une femme politique américaine.
Membre du Parti démocrate, elle est représentante de Californie de 1993 à 2023.

## Biographie
En octobre 2021, elle annonce qu'elle ne briguera pas de seizième mandat au Congrès lors des élections de 2022.